# فدراسیون فوتبال ویتنام
فدراسیون فوتبال ویتنام نهاد اداره‌کنندهٔ فوتبال در ویتنام است. این نهاد در سال ۱۹۶۲ پایه‌گذاری شده و اکنون عضو کنفدراسیون فوتبال آسیا است. در حال حاضر ریاست این نهاد بر عهدهٔ گون ترانگ هی می‌باشد.